# Tal Piterbraut-Merx
Pour les articles homonymes, voir Merx.
Tal Piterbraut-Merx, né le 23 août 1992 à Paris (France) est une personnalité française connue pour son travail d'écriture, de recherche et pour son engagement féministe, ainsi que pour sa spécialisation en théorie politique et en genre. Son décès par suicide a eu lieu le 25 octobre 2021 à Saint-Ouen-sur-Seine.
Piterbraut-Merx a publié deux romans. Le second, Outrages, est paru en mars 2021.
Les proches de Tal Piterbraut-Merx utilisent les pronoms masculin et féminin alternativement pour le ou la nommer.

## Biographie
Tal Piterbraut-Merx menait un doctorat en philosophie à l'École normale supérieure de Lyon et au Centre de recherches sociologiques et politiques de Paris (CRESPPA). Piterbraut-Merx est titulaire de l'agrégation de philosophie et spécialiste de théorie politique et de genre.
Ses amis et ses proches, ainsi que sa maison d'édition lui ont rendu un hommage en ligne, à la suite de sa mort survenue le 25 octobre 2021.

## Recherches universitaires
Ses recherches en philosophie portent sur les rapports et la domination adultes-enfants. Alliées à son engagement, elles trouvent écho dans son travail d’écriture, puisque pour Tal Piterbraut-Merx, son engagement militant est étroitement lié à son écriture et « détermine en grande partie le choix des thèmes, le choix des mots, et [son] désir de placer sous le feu des projecteurs des personnages que l'on préfère souvent enfermer à double tour, dans un triste placard ».
Son travail de doctorant porte le titre provisoire Les relations adulte-enfant, un problème pour la philosophie politique ?
Dans le prolongement de son travail sur la domination adulte-enfant, l'article « Violence sexuelle ou "initiation" ? Communautés, trauma et normativité queer », co-écrit avec Pierre Niedergang, est publié en juillet 2021 dans la Revue GLAD!. Cet article est présenté comme une invitation à « penser la question des violences sexuelles faites aux enfants et leurs traitements au sein des communautés queer. »

## Engagement politique
Tal Piterbraut-Merx s'engage contre l'inceste, l'antisémitisme, l'homophobie et la domination patriarcale. Piterbraut-Merx est antiraciste, féministe et queer.
Il milite également au sein du groupe Juives et Juifs Révolutionnaires.

## Œuvre littéraire
En mars 2017, La Funambule, est publié aux Éditions Maurice Nadeau, sous le pseudonyme de Cléo Dune. Dans cet ouvrage, l'errance de la recherche d'un être neuf est le thème « savamment tissé à partir d’une trame déconstruite toute derridienne », à travers un récit fantastique et métaphysique[source insuffisante].
Outrages, publié en mars 2021, aux éditions blast, traite du scandale du rapport entre le corps et ses affects d’un côté, et l’écriture de l’autre. Un des thèmes abordé dans cet ouvrage est la difficulté d’un corps à émettre une parole qui soit entendue. Le fil rouge de l'histoire met en scène « le retour d’une femme dans sa famille, qu’elle n’a pas vue depuis dix ans, et à laquelle elle a pour projet d’annoncer certaines vérités la concernant ». Le personnage central de cet ouvrage, une infirmière en psychiatrie lesbienne en surpoids, qui a subi des actes incestueux durant son enfance et qui se définit aussi par sa confession juive, ainsi présentée dans le premier chapitre du roman : « Être Juive, comme beaucoup d'autres choses de son enfance, c'était d'abord ceci : un secret ». La fin abrupte de l'histoire est assumée par Tal Piterbraut-Merx, car « finir serait trop facile, et apaiseraient ceux qui ne doivent pas l'être ». Comme l'analyse Charlotte Escudier, Tal Piterbraut-Merx s'écarte de son récit pour tenir des propos qui en dépasse le simple cadre : « le discours n’est pas destiné aux personnes qui font subir, mais à celles qui ont subi et qui choisissent de faire, pour reprendre les mots de l’écrivaine, qu’“à la honte s’oppose l’outrage de la parole” »
Dans Outrages, l'utilisation de la virgule rythme la phrase de façon particulière, placée souvent de manière étrange, perturbant ce qui apparaît en retour comme une lecture normative. La virgule découpe la phrase « d’une manière inattendue et rend alors au langage sa matière rugueuse, tout en mettant en lumière l’incarnation des images qu’utilise la langue française » ou, à l'inverse, son absence de virgule fait de la phrase « un trait, une pente sur laquelle la lecture glisse, comme si on dérapait et qu’on changeait soudainement et involontairement de direction ». Pour Pierre Niedergang, la référence à Dorothy Allison et Ann Cvetkovich renvoie à l'importante thématique présente dans le texte, celle du soin et du care.
Le livre collectif La culture de l'inceste, publié le 9 septembre 2022 aux éditions du Seuil sous la direction d'Iris Brey et de Juliet Drouar, inclut des parties rédigées par Tal Piterbraut-Merx.

## Publications
- Cléo Dune, La Funambule, Éditions Maurice Nadeau, 9 mars 2017, 221 p. (ISBN 978-2862312583).
- Tal Piterbraut-Merx, Outrages, Éditions Blast, mars 2021, 152 p. (ISBN 978-2956773559).
- Collectif (sous la direction d'Iris Brey et Juliet Drouar), La Culture de l'inceste, Éditions du Seuil, 9 septembre 2022, 208 p. (ISBN 978-2021502053).
- Tal Piterbraut-Merx, La domination oubliée : Politiser les rapports adulte-enfant, Toulouse, blast, 2024, 258 p. (ISBN 9782492642234).